# جومبو دیاس
جومبو دیاس (اسپانیایی: Jumbo Díaz‎؛ زادهٔ ۲۷ فوریهٔ ۱۹۸۴) بازیکن بیس‌بال اهل جمهوری دومینیکن است.
وی در مسابقات کشوری و بین‌المللی در مجموع برندهٔ ۱ مدال برنز شده‌است.